# 馬場秀樹
馬場 秀樹（ばば ひでき、1971年（昭和46年）7月30日 - 2021年12月31日 ）は日本のNPO法人バボナターレの代表理事。新日本プロレスZ 代表。tavernaBabbo オーナーシェフ。愛知県一宮市出身。
身長172cm。体重116kg。血液型 O型。好きな食べ物は鉄火巻き。

## 来歴
愛知県一宮市生まれ。
一宮市立神山小学校、一宮市立中部中学校、愛知工業大学名電高校、大阪あべの辻調理師専門学校卒業。
専門学校卒業後、1991年イタリア料理キャンティ入社。海外修業後2001年にイタリア料理tavernaBabboをオープンさせる。
2010年に癌との闘病の中NPO法人バボナターレを設立。国境なきピザ団、新一宮プロレス、尾張いちのみや子ども食堂、木曽川SUP協会等を立ち上げて愛知県西部を中心に市民活動を行う。
晩年は日本第一党愛知県本部の幹部を勤めた。

## 人物
趣味はスポーツと旅行。野球、サッカー（ブラインドサッカー）、SUP、ボクシング。プロレスも趣味の一つ。Facebookを通じて日々の雑感を語っている。